# Gouverneurswahl in New York 1789
Die Gouverneurswahlen in New York von 1789 fand im April 1789 statt, wo der Gouverneur und der Vizegouverneur von New York gewählt wurden.

## Kandidaten
George Clinton stellte sich als Antiföderalist zu Wiederwahl für das Amt des Gouverneurs von New York an. Sein Gegenkandidat war Robert Yates von der Föderalistischen Partei. Beide traten jeweils mit Pierre Van Cortlandt als Vizegouverneurskandidat an.

## Ergebnis
| Bild   | Kandidat       | Partei         | Stimmen | Stimmen  |
| Bild   | Kandidat       | Partei         | Anzahl  | Prozent  |
| ------ | -------------- | -------------- | ------- | -------- |
|        | George Clinton | Antiföderalist | 6.391   | 51,74 %  |
|        | Robert Yates   | Föderalist     | 5.962   | 48,26 %  |
| Gesamt | Gesamt         | Gesamt         | 12.353  | 100,00 % |